# Podoviren

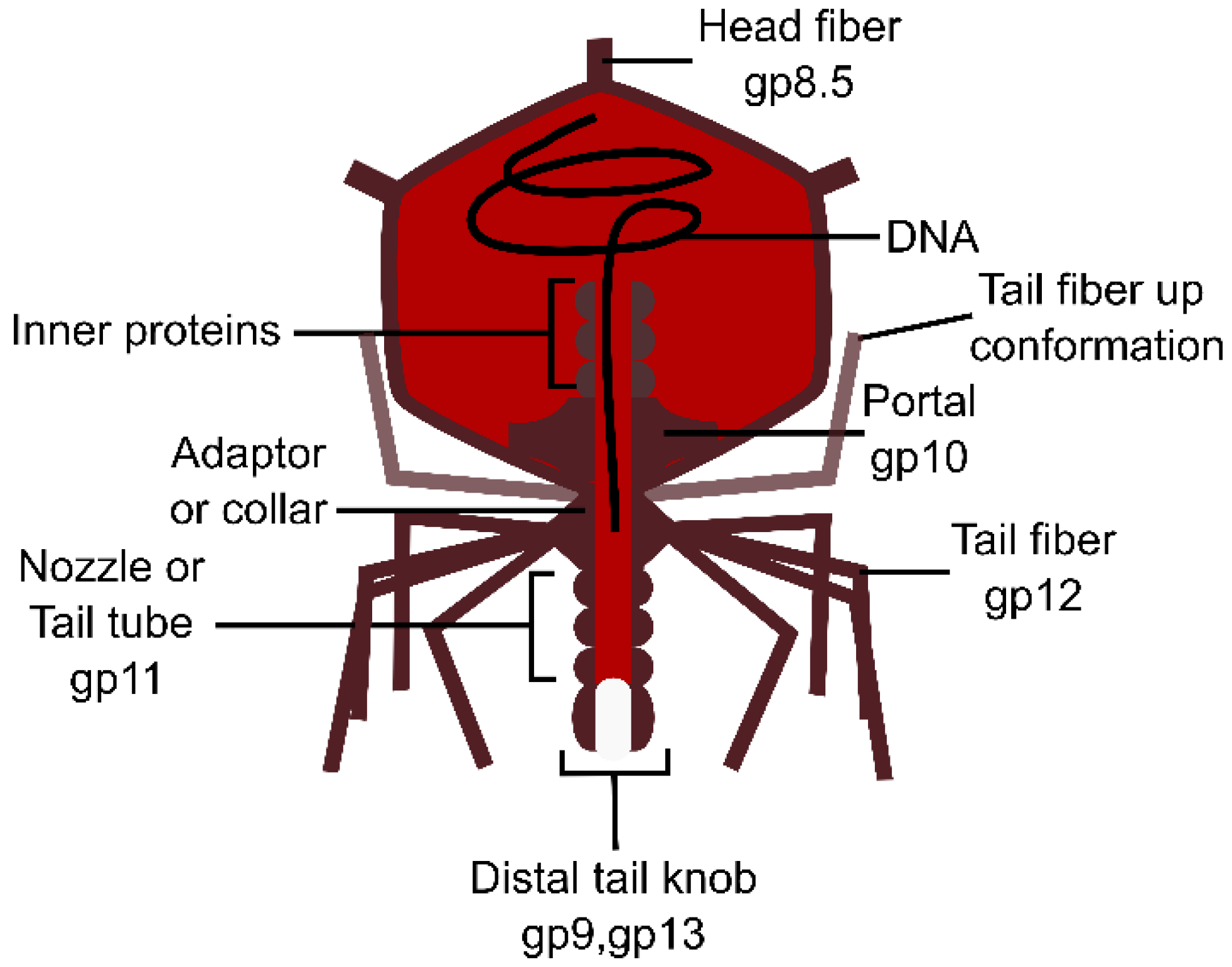
Querschnitt durch einen typischen Vertreter der Podoviren mit Gram-positivem Wirt: Bacillus-Phage Φ29, Spezies Salasvirus phi29

Die morphologisch begründete (nicht-taxonomische) Gruppe der Podoviren (englisch podoviruses, früher auch Morphotyp C genannt) umfasst eine Reihe von Familien, Unterfamilien und Gattungen von Viren mit einem linearen Molekül doppelsträngiger DNA (dsDNA) von 16 bis 70 kBp Länge als Genom.
Ihre Morphologie ist gekennzeichnet durch ein 50–70 nm im Durchmesser großes ikosaedrisches Kapsid mit einem kurzen, nicht-kontraktilen Schwanzteil von ca. 20 × 8 nm. Je nach Gattung befinden sich am Schwanzteil sechs kurze Schwanzfibern oder mehrere kurze Fortsätze (spikes), Podoviren vom Subtyp 1 haben dagegen keine Anhängsel an Kopf und Schwanz. Das kurze Schwanzteil ist innerhalb der Gruppe der Prokaryoten infizierenden dsDNA-Viren mit Kopf-Schwanz-Struktur charakteristisch für die Podovirien, daher leitet sich der Name für den Morphotyp von griechisch ποδός podos, deutsch ‚Fuß‘ ab.
Die Gattungen der Podovirien unterscheiden sich hinsichtlich der Organisation des Genoms, den Mechanismen der DNA-Verpackung und dem Vorhandensein einer DNA-Polymerase. Die Spezies der Gattung Salasvirus (früher Phi29virus, Phi29likevirus, Φ29-ähnliche Viren) besitzen im Gegensatz zu den anderen ein langgestrecktes, nicht-isometrisches Kapsid. Sie wurde 2021 in die neue Familie Salasmaviridae der Caudoviricetes verschoben.
Die Gruppe galt lange Zeit als ein Virustaxon im Rang einer Virusfamilie mit der Bezeichnung Podoviridae.
Im März 2021 wurde vorgeschlagen, diese Familie mitsamt der Ordnung Caudovirales wegen fehlender Monophylie aufzulösen und (wie damals bereits z. T. geschehen) durch neu zu schaffende Familien zu ersetzen, damit neue Ergebnisse aus der Metagenomik in die Taxonomie aufgenommen werden können.
Das International Committee on Taxonomy of Viruses (ICTV) hat dem im März 2022 entsprochen.
Gemäß Vorschlag bleibt die Bezeichnung „Podoviren“ (englisch podoviruses) aber als informeller Sammelbegriff morphologisch ähnlicher Prokaryotenviren mit einem linearen Doppelstrang-DNA-Genom erhalten.

## Systematik
Die folgende Systematik nach ICTV mit Stand 3./7. März 2025. umfasst nicht immer alle Spezies der aufgeführten Gattungen:
Nicht-taxonomische Gruppe Podoviren (englisch podoviruses, auch Caudoviricetes „Morphotyp C“)
- Ordnung Autographivirales (frühere Familie Autographiviridae, zuvor Unterfamilie Autographivirinae in der damaligen Familie Podoviridae)

- Ordnung Crassvirales (früher crAss-like viruses, crAss-like phages, de crAssphagen) mit zirkulärem Genom, ursprünglich als Mitglieder der ehemaligen Familie Podoviridae vorgeschlagen. Phage crAss001 wurde kultiviert und hat Myoviren-Morphologie, ob dies für alle Mitglieder der Ordnung gilt, ist allerdings nicht gesichert.[6][7][8][3][9][10]

- Ordnung Kirjokansivirales (Archaeen-Viren mit Kopf-Schwanz-Struktur mit Podo- und Siphoviren-Morphologie, hier nur die Podoviren-Familie)[11]

- Familie Shortaselviridae (Podoviren)

- Podoviren ohne aktuelle Ordnungszuweisung

- Familie Fredfastierviridae

- ohne zugewiesene Unterfamilie

- Gattung Jamesmcgillvirus
  - Spezies Pseudomonas-Virus 119X (wiss. Jamesmcgillvirus jv119X, früher Pseudomonas virus 119X)
  - Spezies Jamesmcgillvirus jv119X, mit Pseudomonas-Phage 119X
  - Spezies Jamesmcgillvirus PaMx41, mit Pseudomonas-Phage PaMx41

- Familie Grimontviridae

- Familie Guelinviridae

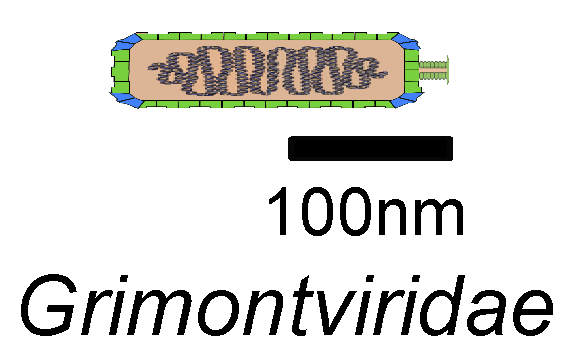
Schemazeichnung

- Familie Madridviridae (abgetrennt von Salasmaviridae)

- ohne zugewiesene Unterfamilie

- Gattung Cepunavirus (veraltet Cp1virus)
  - Spezies Cepunavirus Cp1 (ehem. Typus), mit Streptococcus-Phage Cp1 (ursprünglich Complutense-Phage 1 und 9)
  - Spezies Cepunavirus Cp7, mit Streptococcus-Phage Cp7 (ursprünglich Complutense-Phage 7)
  - Spezies „Streptococcus phage Cp-5“ („Streptococcus-Phage Cp-5“, Vorschlag), mit „Complutense-Phage 5“

- Familie Mktvariviridae

- Unterfamilie Gordonclarkvirinae (früher Gattung Kuravirus s. l., Podoviren)

- Familie Pachyviridae

- Familie Pervagoviridae

- ohne zugewiesene Unterfamilie

- Gattung Callevirus (zirkuläres Genom, nach NCBI evtl. zu Crassvirales, siehe C. phi38una)
  - Spezies Callevirus Calle, mit Cellulophaga-Phage Calle – Wirt: Cellulophaga sp. HaHa_2_95 und C. sp. HaHa_2_1, Flavobacteriaceae
  - Spezies Callevirus phi38una, mit Cellulophaga-Phage phi38:1 und Cellulophaga-Phage phi40:1 – Wirte: Cellulophaga sp. NN016038 respektive C. sp. NN015840

- Familie Rountreeviridae (frühere Unterfamilie Rountreevirinae der damaligen Podoviren-Familie)

- Familie Saffermanviridae – eine Familie von Cyanophagen

- Familie Salasmaviridae

- Familie Schitoviridae

- Familie Zobellviridae

- ohne zugewiesene Familie

- Unterfamilie Beephvirinae

- Gattung Flowerpowervirus
  - Spezies Flowerpowervirus flowerpower (Streptomyces-Virus FlowerPower), mit Streptomyces-Phage FlowerPower

- Gattung Immanueltrevirus
  - Spezies Immanueltrevirus immanuel3 (Streptomyces-Virus Immanuel3), mit Streptomyces-Phage Immanuel3

- Gattung Manuelvirus
  - Spezies Manuelvirus JXY1 (Streptomyces-Virus JXY1), mit Streptomyces-Phage JXY1
  - Spezies Manuelvirus manuel (Streptomyces-Virus Manuel), mit Streptomyces-Phage Manuel
  - Spezies Manuelvirus wrighton (Streptomyces-Virus WRightOn), mit Streptomyces-Phage WRightOn

- Unterfamilie Eekayvirinae

- Gattung Akonivirus
  - Spezies Akonivirus akoni (Microbacterium-Virus Akoni)
  - Spezies Akonivirus phedro (Microbacterium-Virus Phedro)

- Gattung Tinytimothyvirus
  - Spezies Tinytimothyvirus alex44 (Microbacterium-Virus Alex44)
  - Spezies Tinytimothyvirus tinytimothy (Microbacterium-Virus TinyTimothy)

- Unterfamilie Sepvirinae

- Gattung Diegovirus (früher Pocjvirus)
  - Spezies Diegovirus dv7502Stx (Shigella-Virus 7502Stx), mit ShigellaPhage 75/02 Stx
  - Spezies Diegovirus POCJ13 (Shigella-Virus POCJ13), mit Shigella-Phage POCJ13

- Gattung Oslovirus (früher Tl2011virus)
  - Spezies Oslovirus ArgO145, mit Escherichia-Phage ArgO145
  - Spezies Oslovirus Lyz12581Vzw, mit Escherichia-Phage Lyz12581Vzw
  - Spezies Oslovirus ov191 (Escherichia-Virus 191), mit Escherichia-Phage phi191
  - Spezies Oslovirus PA2, mit Escherichia-Phage PA2
  - Spezies Oslovirus TL2011, mit Escherichia-Phage TL-2011c
  - Spezies Oslovirus VASD, mit Shigella-Phage Ss-VASD

- Gattung Traversvirus (früher Nona33virus)
  - Spezies Traversvirus AU5Stx1 (Escherichia-Virus AU5Stx1)
  - Spezies Traversvirus AU6Stx1 (Escherichia-Virus AU6Stx1)
  - Spezies Traversvirus F451 (Escherichia virus F451)
  - Spezies Traversvirus II (Escherichia-Virus Stx2 II), mit Escherichia phage Stx2 II
  - Spezies Traversvirus min27 (Escherichia-Virus Min27), mit Escherichia phage Min27
  - Spezies Traversvirus P27 (Escherichia-Virus P27), mit Stx converting phage vB_EcoS_P27 alias Escherichia-Phage P27
  - Spezies Traversvirus PA28 (Escherichia-Virus PA28), mit Escherichia phage PA28
  - Spezies Traversvirus SH2026Stx1 (Escherichia-Virus SH2026Stx1), mit Escherichia phage SH2026Stx1
  - Spezies Traversvirus ST28624 (Enterobacteria-Virus ST2-8624), mit Stx converting phage vB_EcoS_ST2-8624
  - Spezies Traversvirus tv86 (Escherichia-Virus 86), mit Stx2-converting phage 86
  - Spezies Traversvirus tv24B (Escherichia-Virus 24B), mit Escherichia phage vB_EcoP_24B
  - Spezies Traversvirus tv933W (Escherichia-Virus 933W), mit Escherichia phage 933W alias Enterobacteria-Phage 933W
  - Spezies Traversvirus WGPS9 (Escherichia-Virus WGPS9), mit Stx2-converting phage Stx2a_WGPS9

- ohne zugewiesene Unterfamilie

- Gattung Anjalivirus
  - Spezies Anjalivirus anjali (Arthrobacter-Virus Anjali)
  - Spezies Anjalivirus mendel, mit Arthobacter-Phage Mendel

- Gattung Astrithrvirus
  - Spezies  Astrithrvirus astrithr (Salmonella-Virus astrithr), mit Salmonella-Phage astrithr

- Gattung Badaztecvirus
  - Spezies Badaztecvirus badaargau2, mit Bifidobacterium-Phage BadAargau2
  - Spezies Badaztecvirus badaztec1 (Bifidobacterium-Virus BadAztec1)

- Gattung Bjornvirus
  - Spezies  Bjornvirus bjorn (Pseudomonas-Virus Bjorn)

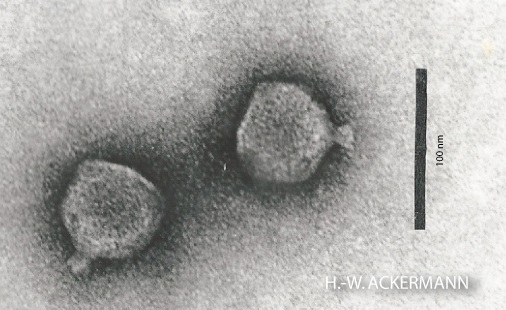
EM-Aufnahme zweier Virionen der Gattung Bruynoghevirus

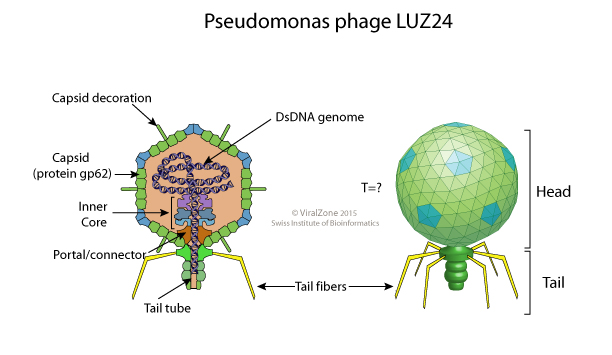
Schemazeichnung Pseudomonas-Phage LUZ24, Querschnitt und Seitenansicht

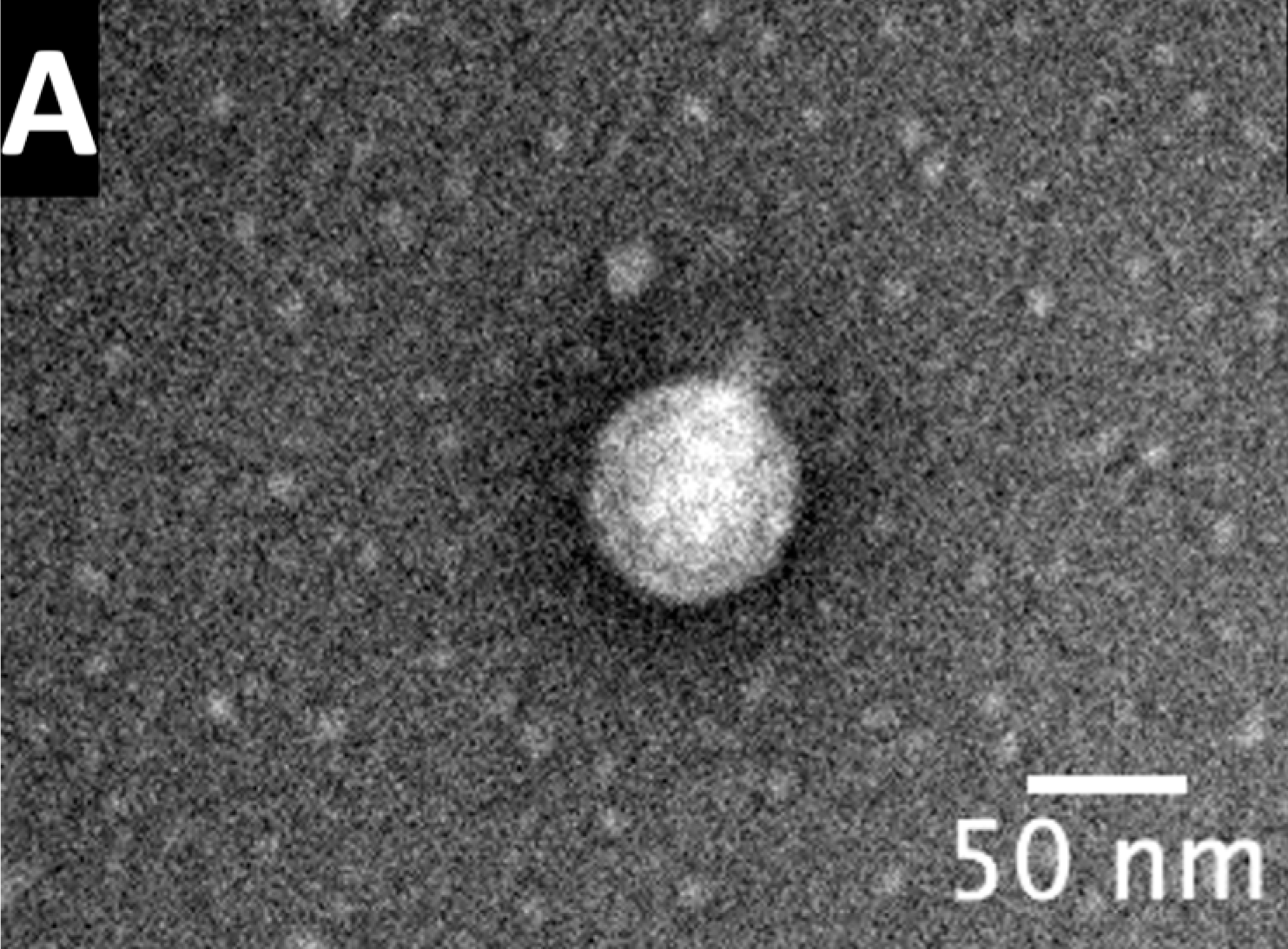
TEM-Aufnahme von Pseudomonas-Phage U17

- Gattung Bruynoghevirus (früher Luz24virus, Luz24likevirus, LUZ24-ähnliche Viren)
  - Spezies Bruynoghevirus Ab22, mit Pseudomonas-Phage vB_PaeP_C2-10_Ab22
  - Spezies Bruynoghevirus CHU, mit Pseudomonas-Phage PhiCHU
  - Spezies Bruynoghevirus LUZ24 (Pseudomonas-Virus LUZ24), mit Pseudomonas-Phage LUZ24
  - Spezies Bruynoghevirus PAA2, mit Pseudomonas-Phage phiIBB-PAA2
  - Spezies Bruynoghevirus PaP3, mit Pseudomonas-Phage PaP3
  - Spezies Bruynoghevirus PaP4, mit Pseudomonas-Phage PaP4
  - Spezies Bruynoghevirus TL, mit Pseudomonas-Phage TL
  - Spezies „Pseudomonas-Phage vB_PaeS_HTN1“, mit Pseudomonas-Phage U17 (lytisch, vorgeschlagener Kandidat für Phagentherapie)

- Gattung Burrovirus
  - Spezies Burrovirus araxxi, mit Microbacterium-Phage Araxxi
  - Spezies Burrovirus arete, mit Microbacterium-Phage Arete
  - Spezies Burrovirus burro (Microbacterium-Virus Burro), mit Microbacterium-Phage Burro

- Gattung Chopinvirus
  - Spezies Chopinvirus KSY1 (Lactococcus-Virus KSY1), mit Lactococcus-Phage KSY1

- Gattung Cimandefvirus
  - Spezies Cimandefvirus cimandef, mit Ralstonia-Phage Cimandef
  - Spezies Cimandefvirus eline, mit Ralstonia-Phage Eline
  - Spezies Cimandefvirus gamede, mit Ralstonia-Phage Gamede
  - Spezies Cimandefvirus Ggerry, mit Ralstonia-Phage Gerry
  - Spezies Cimandefvirus heva, mit Ralstonia-Phage Heva

- Gattung Delislevirus
  - Spezies  Delislevirus P1 (Mycoplasma-Virus P1), mit Mycoplasma-Phage P1

- Gattung Dybvigvirus
  - Spezies Dybvigvirus Av1 (Actinomyces-Virus Av1), mit Actinomyces-Phage Av-1

- Gattung Fipvunavirus (Flavobacterium-Phagencluster I)
  - Spezies Fipvunavirus Fpv1, mit Flavobacterium-Phage Fpv1 und Flavobacterium-Phage Fpv2
  - Spezies Fipvunavirus Fpv4, mit Flavobacterium-Phage Fpv3 und Flavobacterium-Phage Fpv4
  - Spezies „Flavobacterium-Phage Fpv21“
  - Spezies „Flavobacterium-Phage Fpv21“

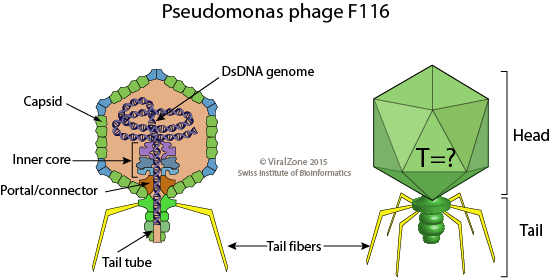
Schemazeichnung Pseudomonas-Phage F116, Querschnitt und Seitenansicht

- Gattung Hollowayvirus (früher F116virus)
  - Spezies Hollowayvirus E220, mit Pseudomonas-Phage vB_PaeP_E220
  - Spezies Hollowayvirus Epa33, mit Pseudomonas-Phage Epa33
  - Spezies Hollowayvirus F116, mit Pseudomonas-Phage F116
  - Spezies Hollowayvirus H66, mit Pseudomonas-Phage H66
  - Spezies Hollowayvirus LKA5, mit Pseudomonas-Phage LKA5
  - Spezies Hollowayvirus PA8, mit Pseudomonas-Phage PA8
  - Spezies Hollowayvirus phiC725A, mit Pseudomonas-Phage phiC725A

- Gattung Hungariovirus (früher Giessenvirus)
  - Spezies Hungariovirus C1302 (Escherichia-Virus C1302), mit Escherichia-Phage C130_2

- Gattung Jasminevirus

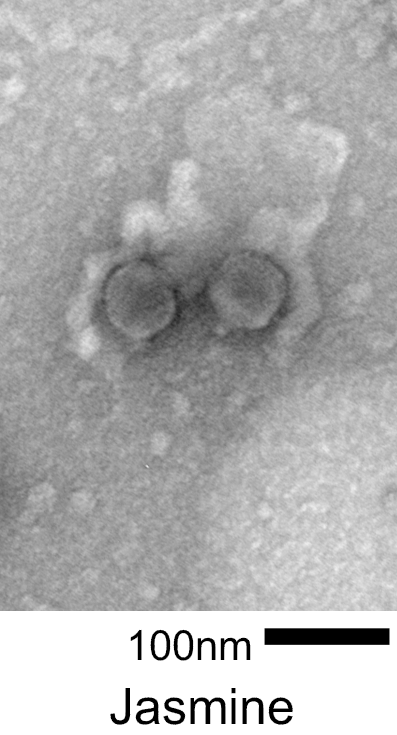
EM-Aufnahme: Zwei Virionen von Arthrobacter-Phage Jasmine

  - Spezies Jasminevirus adat, mit Arthrobacter-Phage Adat
  - Spezies Jasminevirus jasmine, mit Arthrobacter-Phage Jasmine

- Gattung Kafunavirus (früher Kf1virus)
  - Spezies Kafunavirus KF1, mit Edwardsiella-Phage KF-1

- Gattung Kelquatrovirus
  - Spezies Kelquatrovirus KL4, mit Burkholderia-Phage vB_BmuP_KL4

- Gattung Kochitakasuvirus (früher Kpp25virus)
  - Spezies Kochitakasuvirus KPP25, mit Pseudomonas-Phage KPP25
  - Spezies Kochitakasuvirus R18, mit Pseudomonas-Phage PhiR18

- Gattung Krylovvirus
  - Spezies Krylovvirus tf, mit Pseudomonas-Phage tf

- Gattung Lastavirus
  - Spezies Lastavirus lasta, mit Klebsiella-Phage LASTA
  - Spezies Lastavirus sopranogao, mit Klebsiella-Phage SopranoGao

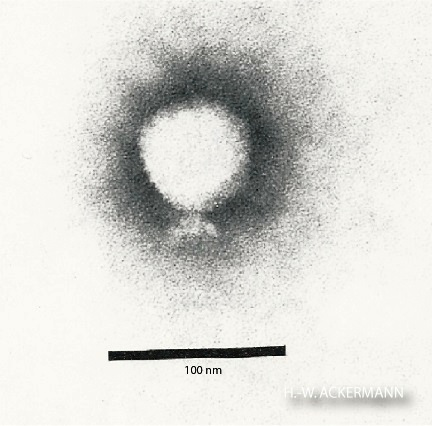
EM-Aufnahme eines Virions der Gattung Lederbergvirus

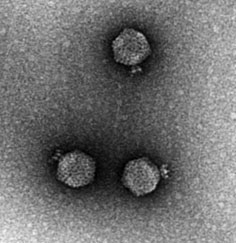
EM-Aufnahme dreier Virionen von Salmonella-Phage P22

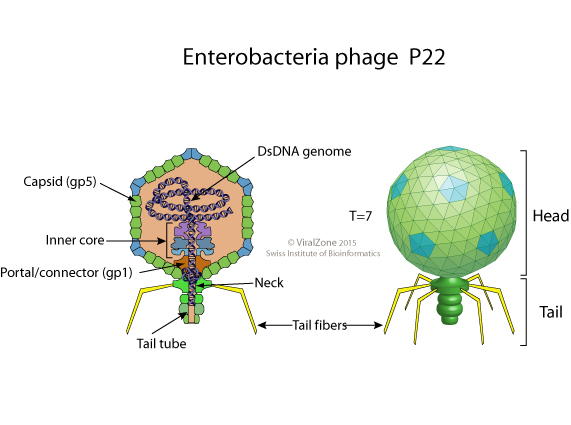
Schemazeichnung von Salmonella-Phage P22, Querschnitt und Seitenansicht

- Gattung Lederbergvirus (früher P22virus, P22likevirus, P22-ähnliche Viren)
  - Spezies Lederbergvirus BTP1 (Salmonella-Virus BTP1), mit Salmonella-Phage BTP1
  - Spezies Lederbergvirus HK620 (Escherichia-Virus HK620), mit Enterobacteria-Phage HK620
  - Spezies Lederbergvirus P22 (Salmonella-Virus P22), mit Salmonella-Phage P22 alias Bakteriophage P22 und Salmonella-Phage epsilon34 alias Bakteriophage ε34 oder Salmonella-Phage 34
  - Spezies Lederbergvirus SE1Spa (Salmonella-Virus SE1Spa), mit Salmonella-Phage SE1Spa
  - Spezies Lederbergvirus Sf6 (Shigella-Virus Sf6), mit Shigella-Phage Sf6
  - Spezies Lederbergvirus ST64T (Salmonella-Virus ST64T), mit Salmonella-Phage ST64T

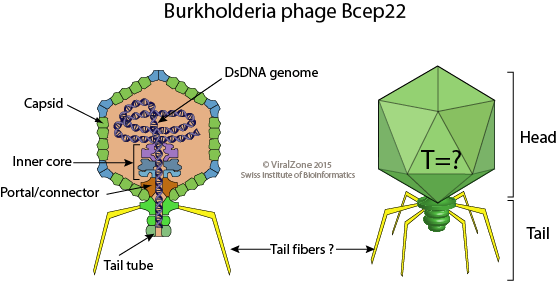
Schemazeichnung Burkholderia-Phage Bcep22, Gattung Lessievirus, Querschnitt und Seitenansicht

- Gattung Lessievirus (früher Bcep22virus, Bcep22likevirus)
  - Spezies Lessievirus bcep22, mit Burkholderia-Phage Bcep22
  - Spezies Lessievirus bcepil02, mit Burkholderia-Phage BcepIL02
  - Spezies Lessievirus bcepmigl, mit Burkholderia-Phage BcepMigl
  - Spezies Lessievirus DC1, mit Burkholderia-Phage DC1

- Gattung Lightbulbvirus (früher Cba41virus)
  - Spezies Lightbulbvirus Cba41, mit Cellulophaga-Phage phi4:1
  - Spezies Lightbulbvirus Cba172, mit Cellulophaga-Phage phi17:2

- Gattung Myxoctovirus
  - Spezies Myxoctovirus Mx8, mit Myxococcus-Phage Mx8

- Gattung Pagevirus
  - Spezies Pagevirus page (Bacillus-Virus Page), mit Bacillus-Phage Page
  - Spezies Pagevirus palmer (Bacillus-Virus Palmer), mit Pacillus-Phage Palmer
  - Spezies Pagevirus pascal, mit Bacillus-Phage Pascal
  - Spezies Pagevirus pony, mit Bacillus-Phage Pony
  - Spezies Pagevirus pookie, mit Bacillus-Phage Pookie

- Gattung Parlovirus
  - Spezies Parlovirus parlo (Serratia-Virus Parlo), mit Serratia-Phage Parlo

- Gattung Perisivirus (früher Prtbvirus)
  - Spezies Perisivirus Pr, mit Brucella-Phage Pr
  - Spezies Perisivirus Tb, mit Brucella-Phage Tb

- Gattung Rauchvirus (früher Bpp1virus, Bpp1likevirus, BPP-1-ähnliche Viren)
  - Spezies Rauchvirus BPP1 (Bordetella-Virus BPP1), mit Bordetella-Phage BPP-1

- Gattung Ryyoungvirus
  - Spezies Ryyoungvirus bcepC6B, mit Burkholderia-Phage BcepC6B

- Gattung Schmidvirus (früher Una961virus)
  - Spezies Schmidvirus KHP30, mit Helicobacter-Phage KHP30
  - Spezies Schmidvirus KHP40, mit Helicobacter-Phage KHP40
  - Spezies Schmidvirus sv1961P, mit Helicobacter-Phage 1961P

- Gattung Sendosyvirus
  - Spezies Sendosyvirus APSE1 (Hamiltonella-Virus APSE1), mit Hamiltonella-Phage APSE-1 – Wirt Hamiltonella defensa, Endosymbiont in Acyrthosiphon pisum (Erbsenlaus)
  - Spezies Sendosyvirus APSE2 (Hamiltonella-Virus APSE2), mit Bacteriophage APSE-2 – Wirt Hamiltonella defensa, Endosymbiont in Acyrthosiphon pisum (Erbsenlaus)

- Gattung Skarprettervirus
  - Spezies Skarprettervirus skarpretter, mit Escherichia-Phage Skarpretter

- Gattung Sortsnevirus
  - Spezies Sortsnevirus IME279, mit Klebsiella-Phage vB_KpnS_IME279
  - Spezies Sortsnevirus sortsne, mit Escherichia-Phage Sortsne

- Gattung Uetakevirus (früher Epsilon15virus, Epsilon15likevirus, Epsilon15-ähnliche Viren)
  - Spezies Uetakevirus epsilon15 (Salmonella-Virus Epsilon15), mit Salmonella-Phage Epsilon15
  - Spezies Uetakevirus PAS61, mit Escherichia-Phage vB_EcoP_PAS61
  - Spezies Uetakevirus phiV10 (Escherichia-Virus phiV10), mit Escherichia-Phage phiV10
  - Spezies Uetakevirus SPN1S (Salmonella-Virus SPN1S), mit Salmonella-Phage SPN1S

- Gattung Vicosavirus
  - Spezies Vicosavirus NV1, mit Pseudomonas-Phage NV1
  - Spezies Vicosavirus UFVP2, mit Pseudomonas-Phage UFV-P2

- Gattung Wolominvirus
  - Spezies Wolominvirus OH, mit Ochrobactrum-Phage vB_OspP_OH alias vB_OspP_OH1 (englisch Ochrobactrum phage vB_OspP_OH), ein Jumbo-Phage

- Gattung Xuquatrovirus
  - Spezies Xuquatrovirus PTXU04 (Escherichia-Virus PTXU04), mit Escherichia-Phage PTXU04

- Vorschläge ohne zugewiesene Familien- oder Unterfamilienzuordnung

- Gattung „Alteavirus“ (mögliche Schwesterklade der Schitoviridae)
- Gattung „Cyanopodovirus“ (informell: nicht zugeordnete Cyanophagen mit Podoviren-Morphologie)
  - Spezies „Microcystis-Phage Ma-LBP“ (alias „Cyanophage Ma-LBP“)
  - Spezies „Microcystis-Phage Ma-LEP“ (alias „Cyanophage Ma-LEP“)
  - Spezies „Synechococcus-Podovirus BAC9D04“ (mit „Podophage BAC9D04“)
  - Spezies „Synechococcus-Podovirus MPP-A“ (englisch „Synechococcus podovirus MPP-A“)
  - Spezies „Synechococcus-Podovirus MPP-B“ (englisch „Synechococcus podovirus MPP-B“)

- ohne Gattungszuweisung

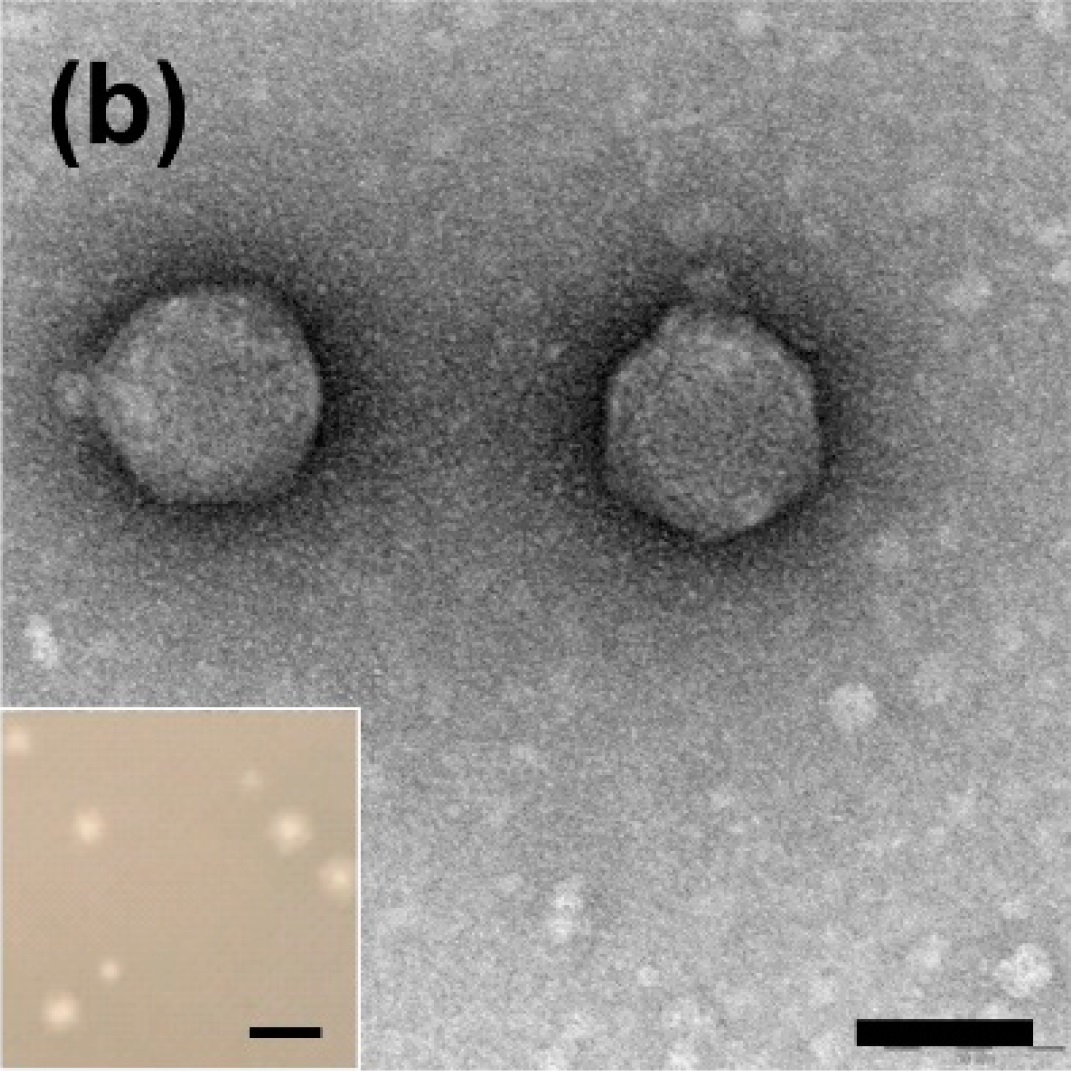
TEM-Aufnahme von vB_OspP_OH; Balken 50 nm. Inset: Phage Plaques; Balken 1 mm.

  - Spezies „Puniceispirillum-Phage HMO-2011“ (englisch „Puniceispirillum phage HMO-2011“)

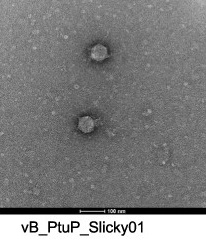
EM-Aufnahme von Virionen des Phagen Slicky

- Spezies „Pseudoalteromonas phage vB_PtuP_Slicky01“ mit Phage Slicky
- ?Spezies „Rhizobium rhizogenes phage Mi-Rila“ mit Misha-Mia Rhizogenes infecting lytic agent

Verschiebungen:
- Die Gattung Nonanavirus wurde den Siphoviren zugeordnet.

Einige (vom ICTV bereits offiziell registrierte) Phagen mit Podoviren-Morphotyp wie Roseobacter-Virus SIO1 (mit Phage SIO1) und Vibrio-Virus VpV262 (mit Phage VpV262) sind zwar evolutionär mit den Autographiviridae verwandt, enthalten jedoch anders als diese keine phagenkodierte RNA-Polymerase und zeigen auch größere Unterschiede auf der Ebene der Genomorganisation.